# Mozartův rodný dům
Mozartův rodný dům (německy Mozarts Geburtshaus či též Hagenauerhaus) je rodný dům Wolfganga Amadea Mozarta na salcburské ulici Getreidegasse číslo 9.
Rodina Mozartových bydlela ve třetím patře domu v letech 1747 až 1773. Wolfgang Mozart se zde narodil 27. ledna 1756, jako sedmé dítě manželů Leopolda Mozarta, dvorního hudebníka Salcburské kapely a jeho manželky Anny Marie.
Mozartův rodný dům, dnes muzeum, přibližuje návštěvníkům dětství slavného skladatele, jeho první hudební nástroje, jeho přátele, a jeho vášeň pro operu. Ve třetím patře je možno zhlédnout Mozartovy dětské housle, portréty, dokumenty a nejstarší zápisy jeho hudby. Druhé patro je zasvěceno Mozartově zálibě v opeře a je zde například vystaveno cembalo, na němž tvořil Kouzelnou flétnu. Sbírku vlastní Mozartova nadace.

## Historie

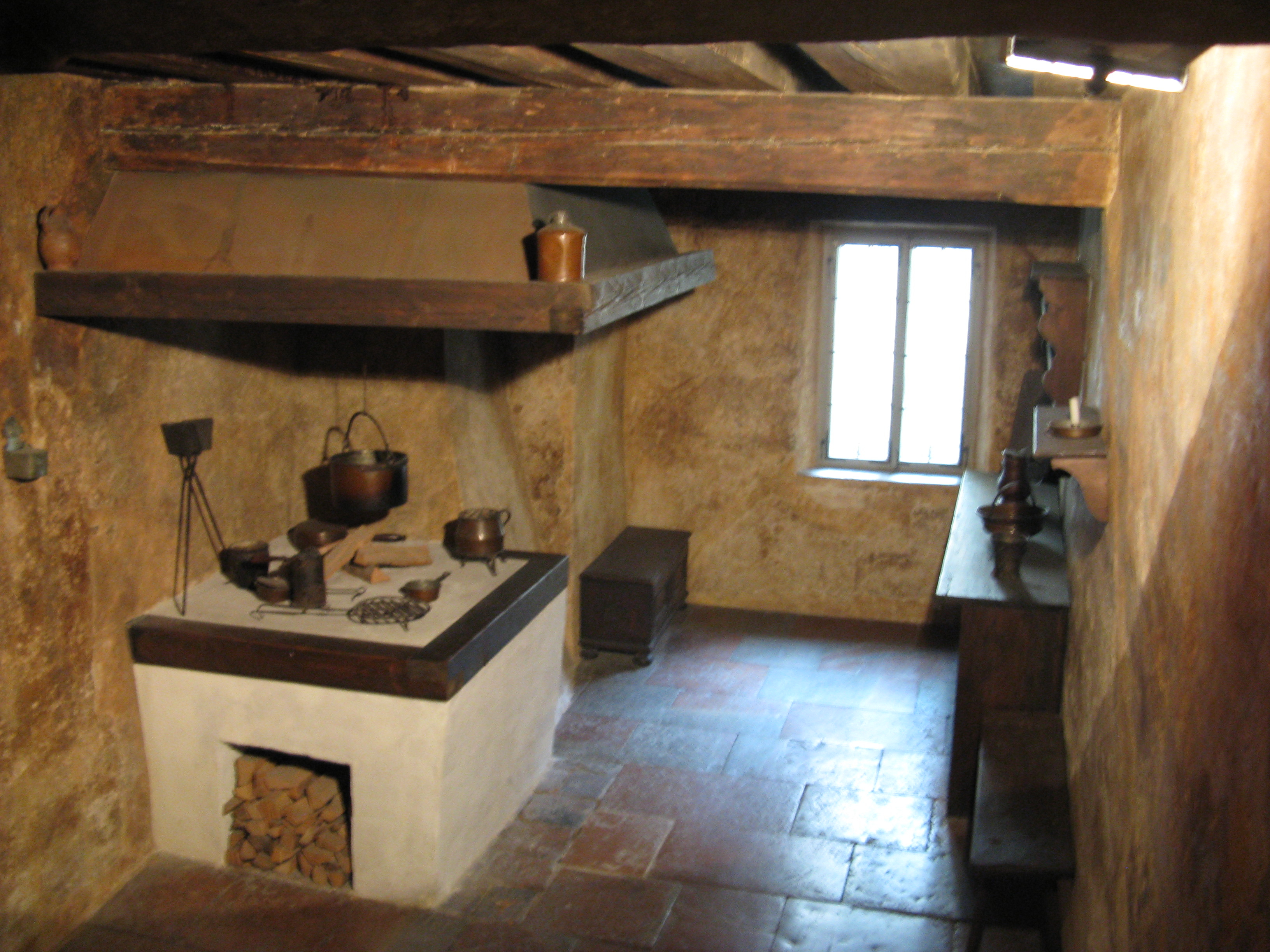
Kuchyňka Mozartových

Dům pochází již z 12. století. Byl vystavěn na pozemku, který byl součástí zahrad benediktinského arciopatství svatého Petra. V roce 1408 je zmiňován coby majitel kupec Otto Keutzel a poté dům v roce 1585 zakoupil dvorní lékárník Chunrad Fröschmoser. Jeho znak, svinutý had ve lví tlamě, symbol Asklépiův, nad vchodem do domu, dodnes připomíná jeho majitele. Roku 1703 se dům stal majetkem rodiny Hagenauerových, kteří do Salcburku přibyli okolo roku 1670. Joseph Martin Hagenauer a Johann Laurenz Hagenauer byli domácími Mozartových.
Po svatbě s Annou Marií Pertlovou 21. října 1747 si Leopold Mozart pronajal byt ve třetím patře, který sestával z kuchyňky, malého šatníku, obývacího pokoje, ložnice a pracovny. V tomto domě žili až do roku 1773 a zde se také narodilo jejich sedm dětí, z nichž pouze dvě, Marie Anna a Wolfgang Gottlieb, se dožily dospělého věku. Leopold Mozart byl se svým domácím ve stálém korespondenčním styku i během svého hudebního turné po Evropě mezi lety 1763 a 1766. Z domu se odstěhovali v roce 1773.

## Muzeum
V Mozartově rodném domě již od roku 1880 sídlí muzeum, které přibližuje návštěvníkům dětství slavného skladatele i jeho rodiny, jeho první hudební nástroje, jeho přátele a také jeho zaujetí operou. Ve třetím patře jsou předměty z Mozartova dětství, jeho housle, cembalo, portréty, dokumenty, rodinné dopisy, a některé rané rukopisy jeho hudby. Jsou zde také záznamy o jeho životě ve Vídni, o jeho manželce Konstanci a rodině. Druhé patro se věnuje Mozartově zájmu o operu a je zde vystaveno cembalo, na kterém pracoval při komponování Kouzelné flétny. První patro je provedeno jako replika původního obývacího pokoje Mozartových s dobovým nábytkem. Původní dokumenty a malby dotvářejí jeho život v Salcburku. Je zde také nedokončený Wolfgangův portrét od jeho švagra Josepha Langeho z roku 1789 (jeden z vynikajících Mozartových portrétů), obrázky z jeho dětství a jeho dětské housle.